# Plagiári (ort i Grekland, Nomós Péllis)
Plagiári är en ort i Grekland.   Den ligger i prefekturen Nomós Péllis och regionen Mellersta Makedonien, i den norra delen av landet, 300 km norr om huvudstaden Aten. Plagiári ligger 107 meter över havet och antalet invånare är 373.
Terrängen runt Plagiári är varierad. Runt Plagiári är det ganska tätbefolkat, med 56 invånare per kvadratkilometer. Närmaste större samhälle är Giannitsá, 12,7 km sydost om Plagiári. Omgivningarna runt Plagiári är en mosaik av jordbruksmark och naturlig växtlighet.